# Pseudomnezja
Pseudomnezja (inaczej omamy pamięciowe, ang. pseudomnesia, od grec. pseudēs "kłamliwy, zmyślony", mnēsis "pamięć") — objaw psychopatologiczny polegający na posiadaniu, przywoływaniu lub opisywaniu fałszywych wspomnień wydarzeń, które rzekomo miały się wydarzyć się w przeszłości, lecz w istocie nie miały miejsca. Owym fałszywym wspomnieniom towarzyszy wyraźne poczucie ich autentyczności (tzw. sąd realizujący). Jako że przeżycia te nie mają charakteru spostrzeżeń, określanie ich mianem omamów nie wydaje się zasadne. Objawy te stanowią raczej formę urojeń, które dotyczą wspomnień. Od konfabulacji często odróżniają je większy stopień stanowczości i silny wpływ motywacyjny na zachowanie. 